# Юлія Вротна
Вро́тна Юлія Володимирівна (нар. 25 березня 1987, Кам'янець-Подільський) — українська поетка, перекладачка, дитяча письменниця.

## Освіта
Навчалася в Кам'янець-Подільській загальноосвітній школі І-ІІІ ступенів № 7 Хмельницької області, яку закінчила 2005 року зі золотою медаллю.
Вищу освіту здобула в Національному університеті «Києво-Могилянська академія» (бакалаврат) та Київському національному університеті імені Тараса Шевченка (магістратура, диплом з відзнакою). За фахом — правознавиця.

## Життєпис
У 2016 році видала дебютну поетичну збірку «Воблер».
Тоді ж, як своєрідний ескапізм від реальності, виникла спонтанна зацікавленість у дитячій літературі. Перша надрукована віршоказка – «Киця Ковбасиця». Її опублікувало видавництво «Фонтан казок» в однойменному збірнику.
Лавреатка літературного конкурсу видавництва «Смолоскип»: IV премія в 2015, відзнака журі в 2019, ІІІ премія в 2020 та II премія в 2021 році — за збірки поезій.
У 2019 році стала переможницею конкурсу «Напишіть про мене книжку!» від видавництва «Фонтан казок».
У грудні 2020-го отримала спеціальну відзнаку Андрія Пермякова Міжнародного літературного конкурсу «Коронація слова» за найкращі переклади зарубіжних гітів українською мовою, а в 2021 році стала лавреаткою Міжнародного мультимистецького конкурсу «Дитяча Коронація слова» (за збірку віршів для дітей).
У 2022 році отримувала стипендію Президента України для молодих письменників.

## Творчість
Поезія
- «Воблер» (Київ – Кам'янець-Подільський, 2016)

В антологіях та колективних збірниках
- «100 секунд. Збірка поетів-дуелянтів» (Відкриття, 2025)
- «In principio erat Verbum. Україна: Поезія часу війни» (Видавництво «Астролябія», 2024)
- «Стежки війни, стежки любові» / “Paths of War, Paths of Love” (Folio, 2024)
- «Книга Перемоги» (Антивидавництво, 2024)
- «Словник війни», під ред. О. Сливинського (Vivat, 2023)
- «Незламній» / “For Invincible”, збірник поезій-фотоальбом (Folio, 2023)
- “Sunflowers”, антологія (River Paw Press, 2022)
- «Молоді голоси», антологія сучасної української поезії (Золота пектораль, 2021)

Дитяча література
- «Мрії здійснюються», казка (у посібнику «Читанка. Друге коло читання з Котозавриком», Літера ЛТД, 2025)
- «Коровай, який роздавав вайфай», повість (НК Богдан, 2024)
- «Дракосики», казкова оповідь (Ранок, 2023)
- «Щоденник жовтого пса», віршоповість (Видавництво Раіни Н., 2021)
- «Киця Ковбасиця», казка (у збірці «Фонтан казок. Сучасні українські казки», Фонтан казок, 2019)

Переклади
- Ієн Ґіллан, Девід Коен «Автобіографія вокаліста Deep Purple», переклад пісенної лірики та поезій (Наш Формат, 2025)
- «Стежки війни, стежки любові» / “Paths of War, Paths of Love”, збірка поезій, співпереклад (Folio, 2024)
- «Незламній» / “For Invincible”, збірка поезій, співпереклад (Folio, 2023)
- «Книга Року», збірка еквіритм-перекладів світових рок-гітів, співпереклад (Саміт-книга, 2018)

## Відзнаки
- Лавреатка літературного конкурсу видавництва «Смолоскип» за збірки поезій: IV премія (2015), ІІІ премія (2020), ІІ премія (2021).
- Лавреатка Міжнародного мультимистецького конкурсу «Дитяча Коронація слова», номінація «Дорослі для дітей», категорія «Твори для молодших школярів»[7] (2021).
- Премія «Книга року CHEBOOKFEST» 2021 за книжку «Щоденник жовтого пса».
- Спеціальна відзнака Міжнародного літературного конкурсу «Коронація слова» за найкращі переклади зарубіжних гітів українською мовою[8] (2020).
- Переможниця конкурсу «Напишіть про мене книжку!» від видавництва «Фонтан казок» (2019).
- Дипломантка перекладацької премії Metaphora (2019).
- Переможниця літературного конкурсу Всеукраїнського фестивалю «Шодуарівська альтанка» в номінації «поезія» (2019).
- Переможниця національного етапу конкурсу Міжнародного ПЕН New Voices за поезію українською з перекладом на англійську (2015).
- Лавреатка конкурсу «CYCLOP» у категорії «Відеопоетична Лабораторія» (команда-переможець: Юлія Вротна, Євген Балинець, Назар Балинець, куратор: Дмитро Сухолиткий-Собчук; відеопоезія «Гіпноз»[9]) (2014).